# Soweto Open 2009
Die Soweto Open 2009 war ein Tennisturnier der ATP Challenger Tour 2009 für Herren und ein Tennisturnier des ITF Women’s Circuit 2009 für Damen in Johannesburg. Das Herrenturnier fand vom 13. bis 19. April und das Damenturnier vom 27. April bis  3. Mai statt.